# Dolmen von La Boucharderie

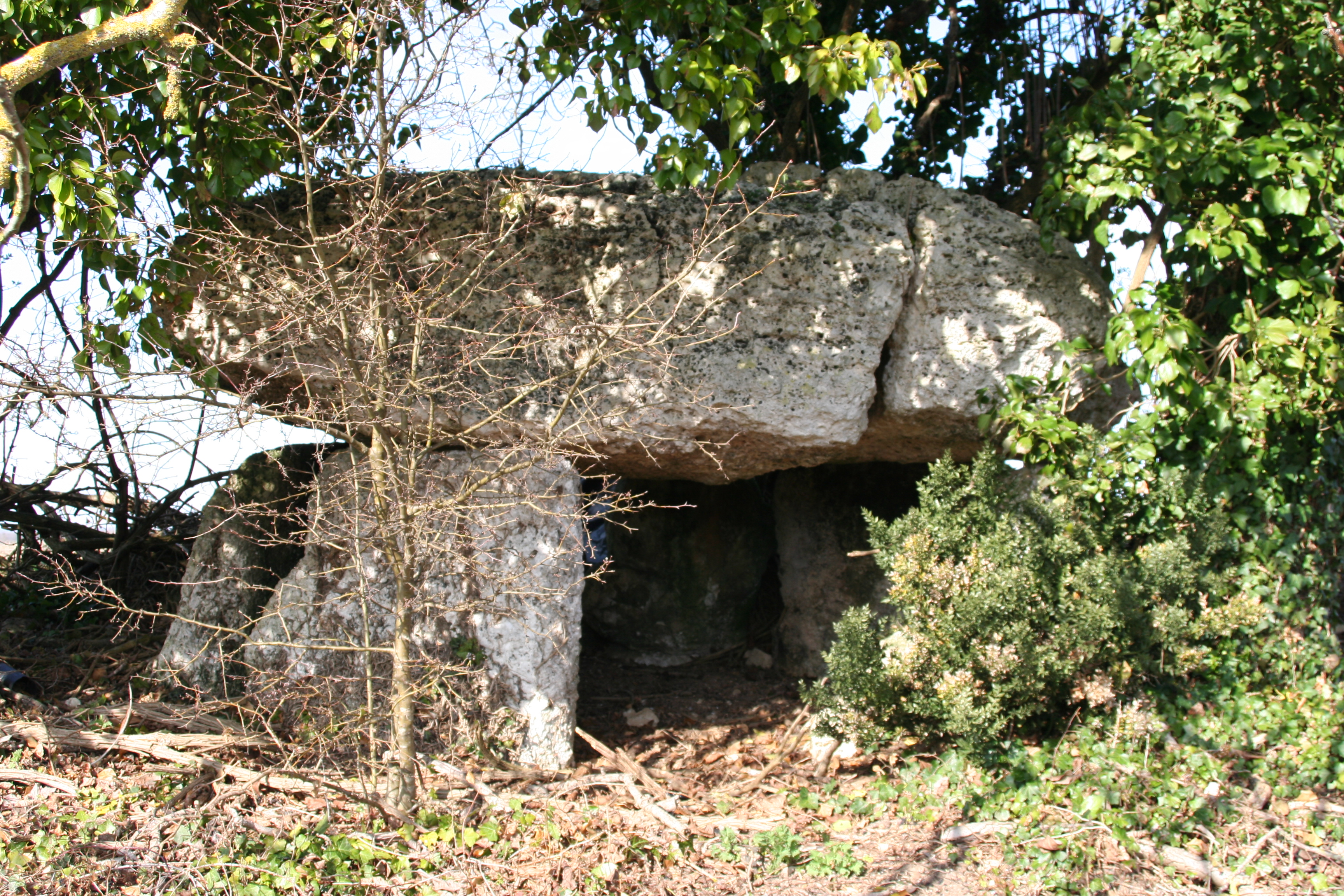
Dolmen von La Boucharderie

Der Dolmen von La Boucharderie liegt in Roullet-Saint-Estèphe bei Angoulême im Département Charente in Frankreich. Dolmen ist in Frankreich der Oberbegriff für Megalithanlagen aller Art (siehe: Französische Nomenklatur).

## Beschreibung
Der deckende Hügel ist komplett verschwunden. Der versteckt in einer Baumgruppe (Weißdorn und Walnussbaum) in der Mitte eines Feldes liegende kleine Dolmen mit der großen gespaltenen Deckenplatte, die von sechs erhaltenen hohen Tragsteinen getragen wird, hat eine rechteckige Kammer. Die Kammer misst etwa 3,0 × 2,0 Meter. Der Deckstein ist einen Meter dick.
Nach Gustave Chauvet (1840–1933) wurde der neolithische Dolmen von Octave (oder Raoul) und von Daly Brune 1869 ausgegraben und enthielt einige Objekte.
Der Dolmen ist seit 1927 als Monument historique eingestuft.